# Pikopivovar Letohrádek
Pikopivovar Letohrádek je minipivovar ve Frýdlantu nad Ostravicí. Je součástí penzionu Letohrádek a jedná se o jeden z nejmenších komerčních pivovarů v Česku. Zdánlivě se jedná pouze o funkční model pivovaru, avšak lze zde uvařit pivo klasickou technologií. K dozrávání piva místní využívají prostor Městského pivovaru ve Štramberku. Pivovar byl v roce 2009 uzavřen, ale v roce 2013 opět obnoven.

## Nabízené druhy piva

### Stálá nabídka
- Pivo z Letohrádku